# Suvi Koponen
Suvi Maria Koponen (Vantaa, 26 marzo 1988) è una modella finlandese.

## Carriera
Nel 2005 vince il programma Model School e firma un contratto con l'agenzia di moda finlandese Paparazzi. Debutta nelle sfilate durante la settimana della moda autunno/inverno 06/07 ma il successo arriva nella stagione successiva, quando sfila per Prada e Miu Miu. Paul Rowland, il fondatore di Supreme, la incontra per la prima volta New York e per lei crea una particolare acconciatura. Lo stesso Rowland raccomanda Suvi a Miuccia Prada. Tra il 2005 e il 2006 compare sulle copertine di Pàp (Finlandia), Amica (Germania) e nella campagna pubblicitaria di Anteprime; riesce ad ottenere in questo modo fama internazionale.
Nel 2007 appare in cinque editoriali di Vogue, nelle versioni US, Gran Bretagna, Italia e Francia. Diventa il volto di Balenciaga per la campagna pubblicitaria autunnale e rimpiazza Natal'ja Vodjanova per quella di Calvin Klein. A febbraio sfila per Chanel, Hermès, Jil Sander e Nina Ricci. Apre gli show di Jill Stuart, Marc Jacobs e Marni; chiude le sfilate di Nina Ricci a Parigi. Compare sulla copertina di Dazed (aprile 2007). Diventa il volto della campagna pubblicitaria primaverile di Blumarine insieme alla collega Bette Franke; appare inoltre nella campagna pubblicitaria autunnale di Mulberry, insieme a Caroline Trentini. A settembre viene nominata su Vogue UK nella rubrica Head Girls, dedicata alle nuove modelle che faranno strada, le cosiddette rising stars. Nello stesso mese apre la sfilata di Reem Acra a New York e chiude quelle di Carolina Herrera, Jill Stuart e DKNY. Qualche mese più tardi apre gli show di Alberta Ferretti, Alessandro Dell'Acqua e Roberto Cavalli a Milano.
Nell'autunno 2008 viene fotografata da Fabien Baron per Calvin Klein. Nello stesso anno MTV3 manda in onda un documentario dove viene menzionata, e lei al riguardo dichiara: "Non mi importa delle discussioni sul peso, per me è più importante essere felice e sentirmi bene. Il mio corpo non cambierà, la gente dovrà abituarsi". Nel 2009 partecipa alla Settimana della moda di New York sfilando per Proenza Schouler e viene fotografata da Terry Richardson, insieme alla collega e amica Catherine McNeil, per la campagna autunnale di Barneys.

## Agenzie
- Supreme Management - New York
- Women Model Management - Milano e Parigi
- Premier - Londra
- Paparazzi - Helsinki